# Hotel Queen
El Hotel Queen (en inglés: Queen's Hotel, que literalmente quiere decir «El Hotel de la Reina») es un hotel en el territorio de ultramar británico de Gibraltar, situado en la calle Boyd, entre el Cementerio Trafalgar y los Jardines Botánicos de Gibraltar. El hotel fue inaugurado en 1966. Él se describe a sí mismo como "hotel de presupuesto único de Gibraltar". Se encuentra junto al Cine Queen.